# Halozetes Valley
Das Halozetes Valley ist ein von einem Fluss durchströmtes Tal im Norden der James-Ross-Insel im westantarktischen Weddell-Meer. Es verläuft östlich des Panorama-Passes zwischen dem Berry Hill und dem nördlichen Ausläufer des Kap Lachman am Herbert-Sund.
Das UK Antarctic Place-Names Committee benannte es 1993 nach der Milbenart Halozetes belgicae, die hier in großer Zahl vertreten ist.